# المحارير (القفر)

تعديل مصدري - تعديل

المحارير محلة تابعة لقرية الحبيل، التابعة لعزلة بني ساوي بمديرية القفر إحدى مديريات محافظة إب في الجمهورية اليمنية، بلغ تعداد سكانها 66 حسب تعداد اليمن لعام 2004.